# Будище (Черкаський район)
Буди́ще — село в Україні, у Черкаському районі Черкаської області, центр Будищенської сільської громади. У селі живе 1690 людей.

## Географія

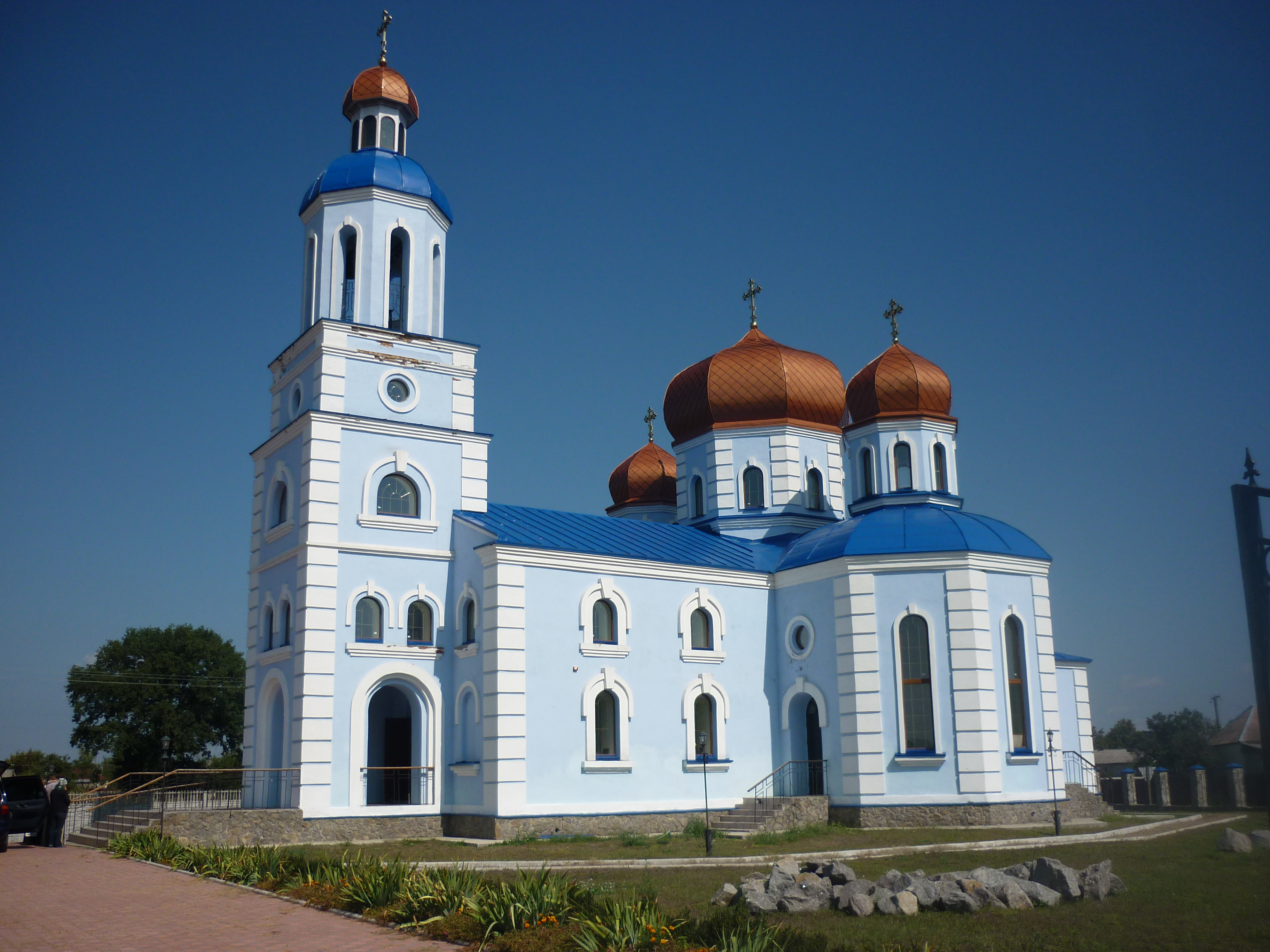
Церква у центрі села

Будищенській сільській раді підпорядковані села Будище, Лозівок, Єлізаветівка та Новоселівка. Село розташоване за 25 кілометрів від міста Черкаси, районного і обласного центру, та за 4 км від річки Дніпро.
За 2,5 км знаходиться с. Лозівок, яке граничить з селом Єлізаветівка. А на відстані 1 км на схід від Будища розташувалося с. Новоселівка. З південної сторони село обмежене грядою Мошенськіх гір. Із західної сторони будищенські землі омиває річка Вільшанка, яка впадає в Дніпро, а з півночі і сходу село обрамлене лісами.

## Історія села Будище

### Археологічні знахідки і заснування села
Територія села заселена дуже здавна, про що свідчать численні археологічні знахідки: близько села Лозівка виявлені три поселення епохи пізньої бронзи — (тисяча років до н. е.), уламки кераміки скіфської пори (VI ст. до н. е.), поселення Черняховської культури (II—V ст. н. е.) та інше.
Населений пункт під назвою Будище виник на північних схилах Мошенської гряди, неподалік Дніпра, в другій половині XVIII століття. Появі населеного пункту передував промисел по заготівлі і переробці лісу: стовбури спиляних дерев вивозили, а залишки деревини йшли на виробництво дьогтю, або спалювалися. Частина попелу використовувалася для виробництва поташу. Такі виробництва іменувалися «буда». Слово «буда» походить від німецького «Bude», що в перекладі означає намет, будка, сторожка. З часом навколо таких виробництв по переробці деревини утворювалися поселення.
Перша письмова згадка про село Будище, за деякими даними, відноситься до 1036 року. В 20-х роках XI ст. до 1036 р. селом володів князь Мстислав, брат київського князя Ярослава.

### Гетьманщина,Річ ПосполитатаРосійська імперія
За Андрусівською угодою 1667 року село опинилося на території, що була нейтральною між Російською державою і Польщею. Ще одна письмова згадка про Будище міститься в «Описи местечкам, селениям и деревням, состоящим в Черкасском уезде…», складеної на підставі ревізії в 1795 році.
Під час Коліївщини через село ймовірно проходив повстанський отаман Микита Швачка.
У XVIII ст. землі втратили свою незалежність і перейшли у власність польських панів. Спочатку село належало Дмитру Вишневецькому, пізніше його дочка Урмуля вийшла заміж за польсько-литовського магната Радзивіла. Потім землі перейшли до Мопавського, який продав ці землі Любомирському. Останній проміняв ці території графу Потьомкіну, який за це віддав маєток у Литві.
Граф Потьомкін заповідав села мошнівського куща племінниці пані Енгельгард-Браніцькій. Пані Олександра Енгельгард подарувала маєток дочці Єлизаветі, яка пізніше вийшла заміж за князя Воронцова. 1853 року село мало 119 дворів, у яких проживало 674 особи. Після смерті князя Воронцова у 1856 році землі дістались поміщиці Катерині Балашевій, яка була останньою господаркою села.
У той час, коли село належало князю Воронцову, за його наказом було збудовано так званий стовп Святослава, названого на честь Київського князя Святослава, який тут, здобувши перемогу над печенігами і повертаючись до Києва, — зупинявся зі своїм військом під Мошногір'ям. Цю споруду називали ще Святославова башта, або Балита Святослава. Стовп було збудовано в 1845 році. Це була трикутна споруда на два поверхи. Сюди до башти Святослава після полювання з'їжджалися гості князя на відпочинок. Розповідали, що в ясну погоду із башти було видно Канів, Лівобережжя і навіть дзвіницю Києво-Печерської лаври. Висота Святославової башти сягала майже 58 м та мала 160 східців. Висота від підніжжя гори до вершини башти становила майже 300 м. У період Німецько-радянської війни цю башту було зруйновано.
1896 року село мало 288 дворів та 1543 жителів. У центрі села була школа на три класи. Тут викладалися: буквар і граматика, псалтир, Євангеліє. У селі була одна грамотна людина, яка одержувала газету і читала в центрі села — Кирило Іващенко.

### Українська народна республіка
1917 року село входить до складу УНР. Внаслідок поразки Перших визвольних змагань село надовго окуповане більшовицькими загарбниками.

### Перший радянський період
Після закінчення українсько-більшовицької війни жителі Будищ почали відновлювати зруйноване і розорене господарство. Приступили до ревізії власності колишніх поміщиків. Від палаців і більшості споруд садиби Воронцових-Балашевих залишилися одні руїни, тому ревізіювати особливо було нічого. Про минуле нагадувала лише Святославова башта. У січні 1921 року було ухвалене рішення про узяття пам'ятника архітектури під охорону держави.
Першим головою сільської ради був Б. М. Ґуля. Колгосп у селі організовано в жовтні 1929 р. на конфіскованому подвір'ї М. Л. Хижняка. Першим головою колгоспу був Г. Котляренко. При організації колгоспу було 32 пари волів, 80 коней, 2 корови, 12 голів свиней.
Із 7 березня 1923 року Будище входить до складу новоутвореного Черкаського району. Після розформування в березні 1925 року Білозірського району утворюється Мошенський район, до складу якого, серед інших увійшло і Будище. У тому ж році в населених пунктах, у яких число жителів перевищувало 1000 осіб, організовуються сільські ради. Будище стало одним з таких центрів. Під час голодомору 1932—1933 рр. загинуло майже 50 % жителів сіл Будище, Єлизаветівки, Лозівок. Отже, в 1932-1933 не всі селяни пережили сталінський геноцид.

### Німецько-радянська війна
18 серпня 1941 року Будище і довколишні населені пункти окупували німецькі війська.
Для боротьби проти німців Кремль почав створювати загони партизанів. Одним з перших в Мошногор'ї було утворено радянський партизанський загін чисельністю 52 особи, невдовзі знищений. Весною 1943 році в лісах біля Будищ знову з'явився партизанський загін, очолюваний Григорієм Іващенком, у який вступило понад 40 осіб. Дії підпільників викликали серйозну стурбованість гітлерівців. Вони почали концентрувати свої підрозділи, стягувати поліцію, щоб провести масову облаву і знищити партизан. Командир батальйону Ф. Савченко ухвалює рішення відвести партизан з-під удару і передислокуватися в ліси Холодного Яру. Загін пройшов через ряд сіл Черкаського і Чигиринського районів, йому довелося вступати в бої з угорськими і румунськими солдатами, а також місцевими поліцаями.
Але в холодноярських лісах партизани не затрималися. Обставини змусили їх повернутися в Черкаський ліс. Радянські партизани не давали спокою гітлерівцям. Було очевидно, що німці збираються помститися за напади партизан і зігнати свою злість на місцевих жителях. Передуючи погрозам німців і поліцаїв щодо знищення населення села Будище за допомогу партизанам, керівництво партизанського загону вирішило 23 вересня 1943 року почати евакуацію жителів села Будище в ліс. Одночасно не припинялися дії партизан проти гітлерівців. 13 жовтня загін десантників і партизан на околиці села Будище здійснив напад на німецьку колону. У бою убили німецького полковника, як потім виявилося — начальника Мошенського гарнізону Гофмана. Виявивши мертвого полковника і його ад'ютанта, гітлерівці вирішили влаштувати відплатну акцію.
На 20 жовтня німці призначили спалювання села Будище і знищення жителів, що залишилися в ньому. Поліцаї повинні були о 8 годині ранку зігнати за село жителів і розстріляти. Але остерігаючись нападу партизан, вони зібрали жінок і дітей і погнали їх в Мошни, щоб разом з місцевими комуністами спалити всіх в Мошенській церкві. Пограбувавши підгірну частину села, поліцаї на чолі з начальником будищанскої поліції почали підпалювати будівлі. Так було майже вщент спалене село. Згідно з «Актом надзвичайної державної комісії з розслідування лиходійств фашистів», складеним незабаром після звільнення, у населеному пункті «…знищено на 100 % — 474 будинків, зруйновано на 50 % — 11 будинків, …». Із 500 будинків залишилося 20 будівель. У Німецько-радянській війні загинуло 270 жителів села.

### Другий радянський період
У післявоєнний період розвивається колгоспне виробництво. Об'єднуються колгоспи села Лозівок і села Будище в один — «Перемога». Організовується спільна сільська рада. З кожним роком зростає сільськогосподарське виробництво. У 1972 році проведена реорганізація колгоспу «Перемога» в радгосп.
1958 року збудовано приміщення сільської ради, 1960 — ФАП, Будинок культури, 1978 — дитячий садок на 140 місць, 1988 — середню школу на 400 учнів.
На сьогодні село Будище має 629 дворів (1814 жителів), Лозівок — 280 дворів (782 жителів), Єлизаветівка — 72 двори (102 жителі), Новоселівка — 40 дворів (79 жителів), а всього по сільській раді числиться 1021 дворів (2777 жителів).

### Незалежна Україна
В селі дії птахофабрика «Перемога», що 1999 року увійшла в компанію «Миронівський хлібопродукт» (власник — Юрій Косюк). 2002 року на фабриці проведено модернізацію, після чого почалося виробництво м'яса курей під брендом «Наша Ряба».

## Населення
Згідно з переписом населення УРСР 1989 року чисельність наявного населення села становила 2123 особи, з яких 995 чоловіків та 1128 жінок.
За переписом населення України 2001 року в селі мешкало 1790 осіб.

### Мовний склад
Рідна мова населення за даними перепису 2001 року:
| Мова       | Чисельність, осіб | Доля     |
| ---------- | ----------------- | -------- |
| Українська | 1 678             | 96,71 %  |
| Російська  | 46                | 2,65 %   |
| Інше       | 11                | 0,64 %   |
| Разом      | 1 735             | 100,00 % |

## Постаті
У селі жив та похований художник Едуард Гудзенко.

## Галерея

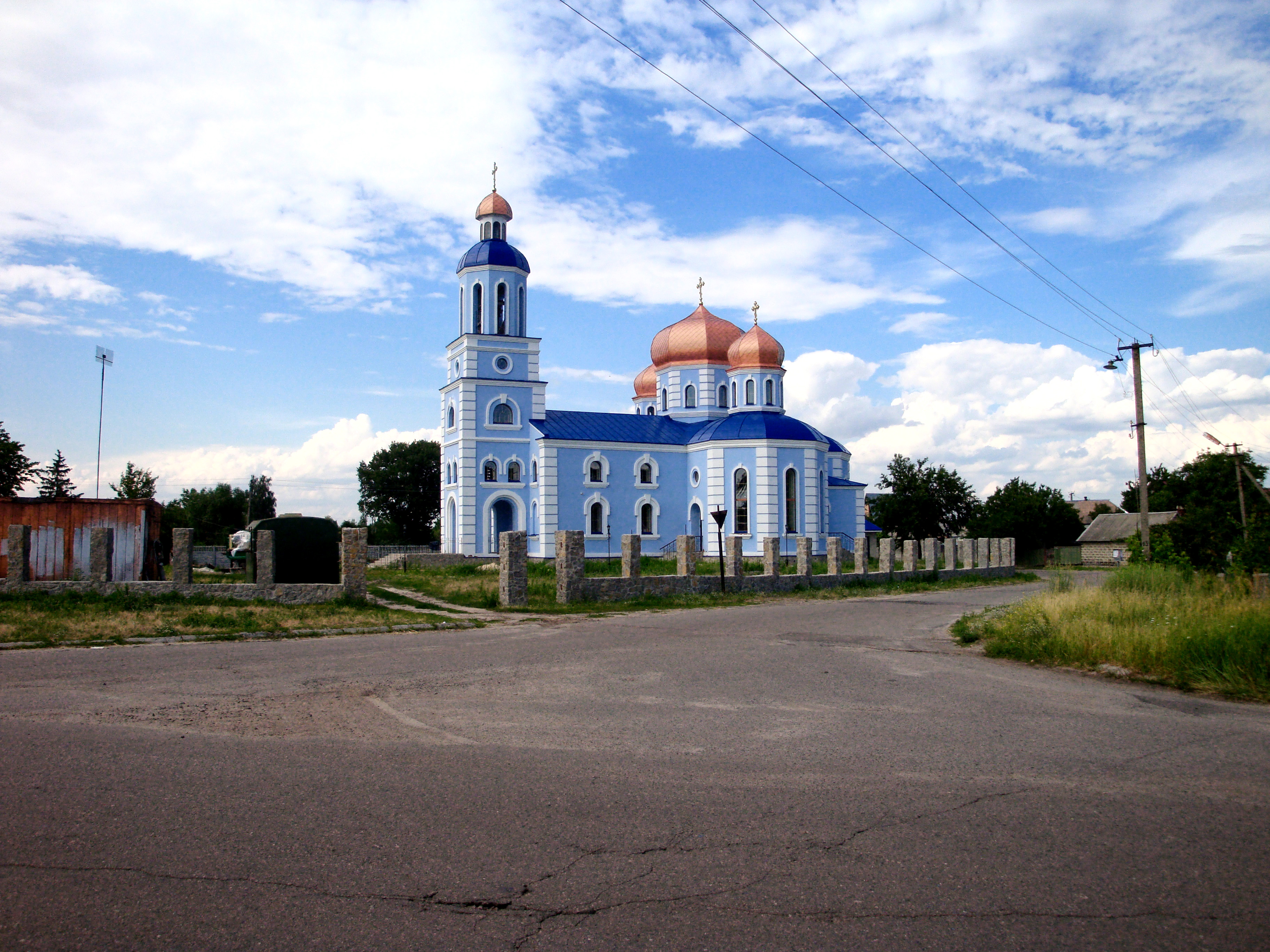
Церква
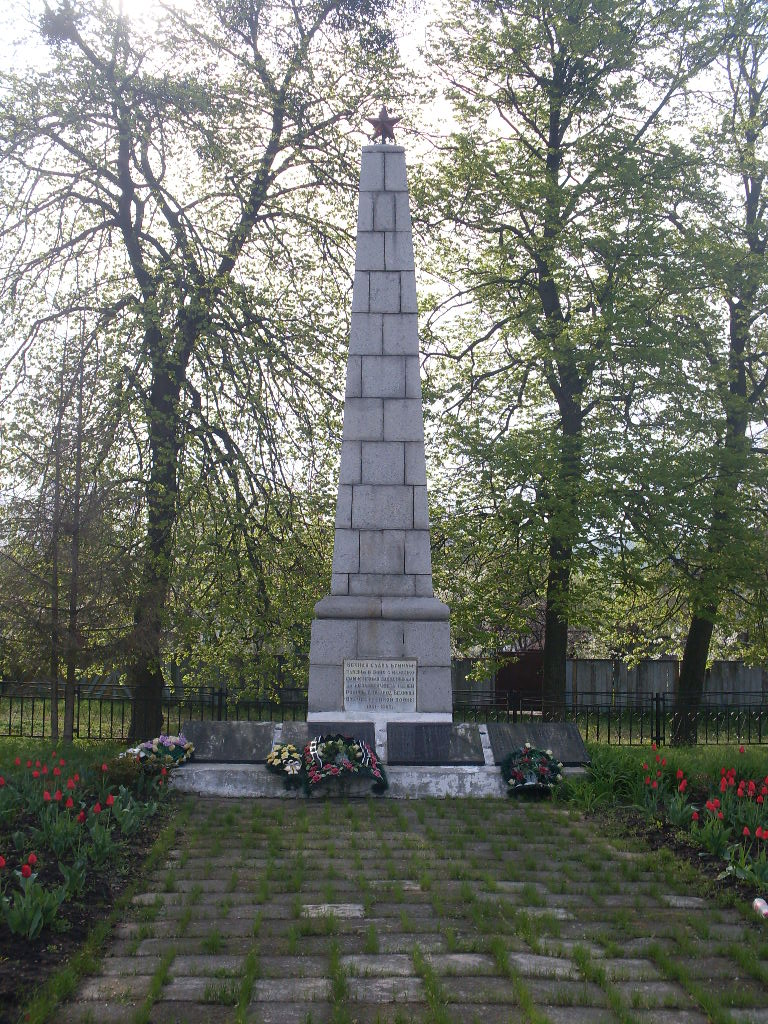
Братська могила загиблих у німецько-радянській війні